# De fire ædle sandheder
Læren om De fire ædle sandheder er grundlaget for buddhismen. Buddha introducerer læren om De Fire Ædle Sandheder i Benares-talen, som var hans første prædiken.
1. Den første ædle sandhed er en konstatering af, at der er lidelse/smerte (dukkha). Buddha definerer, hvad lidelsen er: livet er den lidelse, som er indeholdt i fødsel, alderdom, sygdom, død, at være forenet med hvad der er ukært og at være skilt fra hvad man har kært.
2. Den anden ædle sandhed er sandheden om lidelsens (dukkha) oprindelse og årsag. Årsagen til dukkha er begæret (tanha: tørst, livstørst).
3. Den tredje ædle sandhed er sandheden om lidelsens ophør. Lidelsen ophører ved at begæret bliver udslukket.
4. Den fjerde og sidste ædle sandhed er sandheden om vejen, der fører til udslukkelsen af begæret og dermed til lidelsens ophør. At komme ud af lidelsen kræver, at man overskærer de 10 lænker. Dette opnås ved at følge Den ædle ottefoldige vej, som fører til fuldkommen erkendelse og nirvana.